# Klinikum Gütersloh
Das Klinikum Gütersloh (umgangssprachlich in Gütersloh „das Städtische“ genannt, nicht zu verwechseln mit dem LWL-Klinikum Gütersloh) ist ein Krankenhaus in der ostwestfälischen Kreisstadt Gütersloh in Nordrhein-Westfalen. 2018 wurden insgesamt rund 20.000 Patienten stationär behandelt, hinzu kamen rund 43.000 ambulante Patienten. Als „Evangelisches Krankenhaus“ gegründet, firmierte das Klinikum ab 1939 unter „Städtisches Krankenhaus Gütersloh“, dann ab 2001 unter „Städtisches Klinikum Gütersloh“, bevor seit 2009 auf den Zusatz „Städtisches“ trotz unveränderter Trägerschaft der Stadt Gütersloh verzichtet wird.
Neben der Betriebsstätte in Gütersloh-Sundern stand Patienten des Klinikums das ehemalige Evangelische Krankenhaus im benachbarten Rheda mit den Behandlungsschwerpunkten Allgemein- und Gelenkchirurgie sowie Hand- und Plastische Chirurgie zur Verfügung. Dort wurden 2011 rund 4.300 Patienten ambulant und 2.050 stationär behandelt. Die Zweigstelle in Rheda wurde zum Juni 2013 geschlossen.
Das Krankenhaus ist Mitglied im Clinotel-Krankenhausverbund.

## Geschichte

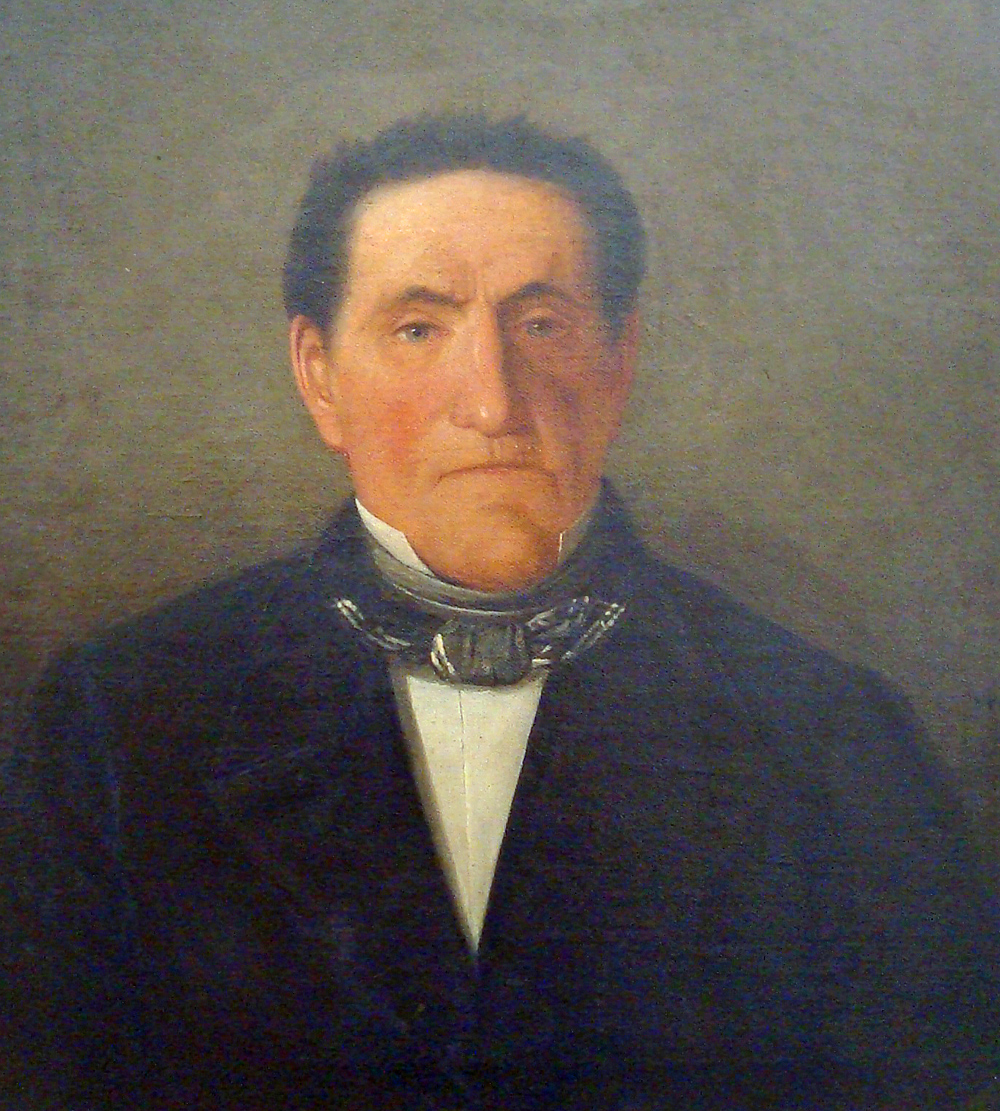
Heinrich Barth, Stifter des Krankenhauses

Logo zwischen 2001 und 2009

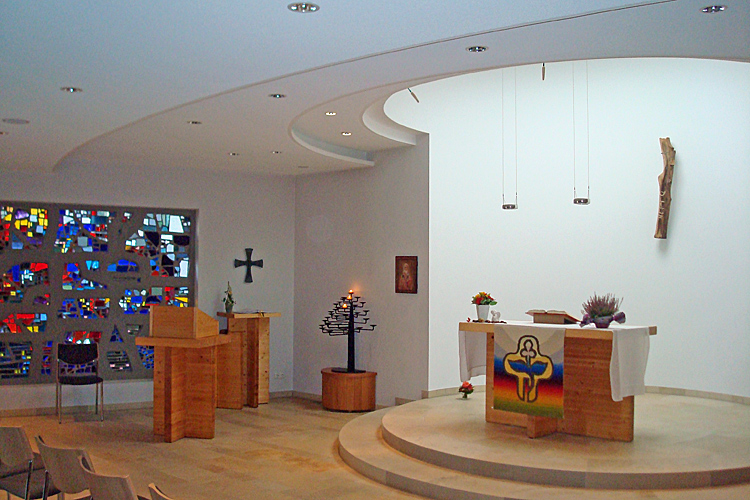
Krankenhauskapelle

1858 verfügte der Gütersloher Kaufmann Heinrich Barth in seinem Testament, dass 28.000 Taler für Bau, Einrichtung und Unterhaltung eines Kranken- und Armenhauses für „arme evangelische Einwohner der Stadt Gütersloh“ verwendet werden sollen. 1861/62 wurde das „Evangelische Krankenhaus“ an der Berliner Straße (Standort des früheren Hermann-Geibel- und heutigen Wilhelm-Florin-Hauses) nach den Plänen von Christian Heyden errichtet und am 15. Oktober 1862 mit 13 Betten eröffnet. Bereits zwei Monate später wurde die Bettenzahl auf 19 aufgestockt.
Bis zur Jahrhundertwende erfüllte das Haus eher die Funktion eines Altenheims als eines Krankenhauses. 1893 wurde ein Krankenzimmer in einen provisorischen Operationsraum umgewandelt, wobei ein Fischkessel als Sterilisator diente. Erst 1901 erhielt das Haus einen nach damaligem Stand modernen Operationssaal. 1910 wurde ein Röntgengerät angeschafft.
Der erste leitende Arzt war der spätere Ehrenbürger von Gütersloh Friedrich Wilhelm Stohlmann, der die Leitung neben seiner Praxistätigkeit ausübte und deshalb nicht ständig im Hause war. 1891 waren Stohlmanns Sohn August, Carl Zumwinkel und Wilhelm Schlüter als Anstaltsärzte tätig. Erster festangestellter Leiter wurde 1906 Julius Leopold Kranefuß, der das Amt bis 1930 innehatte.
1914 wurde das Krankenhaus teilweise in ein Lazarett umfunktioniert. Ein 1924/25 errichteter Erweiterungsbau behob die ständige Raumnot nicht. 1932 wurde nach Plänen des Berliner Architekten Ernst Kopp der Neubau am heutigen Standort an der Reckenberger Straße in der Nähe des Stadtparks eröffnet. Dieser Standort wurde 1968 erheblich erweitert und erfuhr seitdem mehrere Modernisierungen. Das alte Gebäude an der Berliner Straße wurde 1969 abgerissen. 1978 zog die 1953 eröffnete Krankenpflegeschule auf das neue Gelände. 1983 wurde der neue Operationstrakt mit fünf Sälen, zwei Intensivstationen und einer Aufwachstation eröffnet. Seit 1987 verfügt das Haus über eine Liegendanfahrt mit Notfallaufnahme. 1988 kamen die Kinderstation und eine Patientenbücherei hinzu.
Bis 2007 entstand an der Reckenberger Straße das neue Bettenhaus Süd, in dem 126 Patienten der Allgemein-, Vizeral-, Gefäß- und Unfallchirurgie sowie der Urologie versorgt werden. 2009 eröffnete das erste, 2013 ein weiteres Ärztehaus auf dem Klinikgelände.
Seit dem 1. Januar 1939 wird das Krankenhaus als städtischer Eigenbetrieb geführt. 2009 wurde es in eine gemeinnützige GmbH überführt.

## Fachabteilungen
Das Klinikum Gütersloh gliedert sich 11 Fachabteilungen und eine Belegstation:
- Allgemein-, Viszeral- und minimalinvasive Chirurgie
- Unfall- und Wiederherstellungschirurgie, Orthopädie, Plastische-, Ästhetische- und Handchirurgie
- Gefäßchirurgie
- Innere Medizin I – Kardiologie
- Innere Medizin II – Gastroenterologie, Hämatologie und Onkologie, Palliativmedizin
- Innere Medizin III – Pneumologie, Schlaf- und Beatmungsmedizin, Infektiologie und Allgemeine Innere Medizin
- Frauenheilkunde und Geburtshilfe
- Urologie
- Anästhesiologie
- Hals-Nasen-Ohren-Heilkunde
- Diagnostische und Interventionelle Radiologie
- Radioonkologie und Nuklearmedizin